# Nano (Dungeons & Dragons)

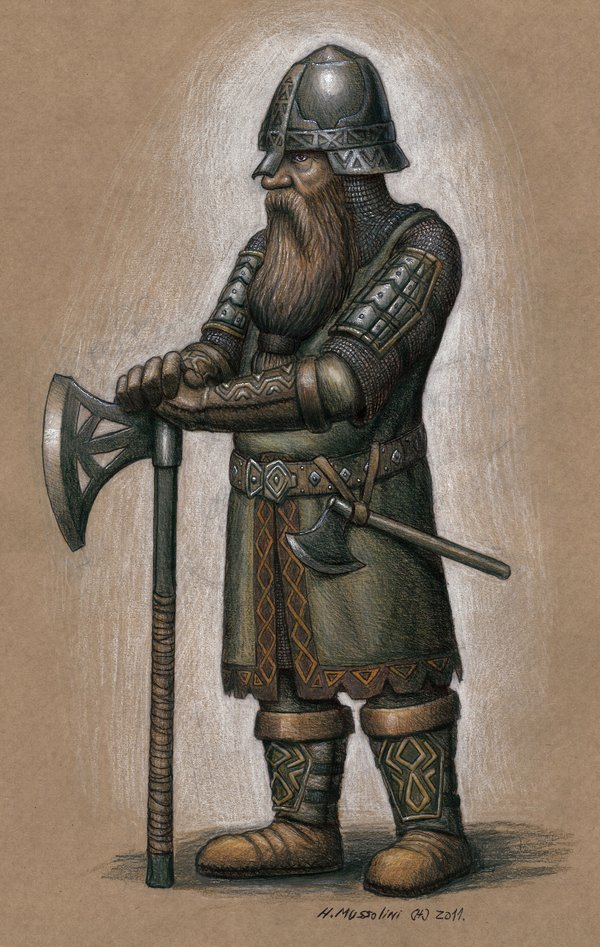
Nano,
illustrazione di BrokenMachine86.

Nel gioco di ruolo fantasy Dungeons & Dragons, il Nano (Dwarf nella versione originale in inglese) è una delle razze descritte. I nani vengono definiti come esperti minatori, abili fabbri e formidabili guerrieri valorosi in battaglia. Sono tipicamente creature resistenti alla magia e ai veleni, avide d'oro, metalli e minerali preziosi; sopportano molto bene il duro lavoro, amano la terra ma detestano il mare, soprattutto viaggiarci sopra. Sono grandi bevitori (gradiscono molto la birra e non è raro che abbiano sotto la lunga barba le guance rosse) e amano mangiare a sazietà. La loro arma tipica è l'ascia da battaglia.
Solitamente esistono delle sottorazze di nani a seconda dell'ambientazione cui appartengono. Alcuni esempi sono nani di collina, nani dorati, nani grigi (duergar), nani di montagna, nani delle profondità, nani degli scudi, nani selvaggi. Queste sottorazze possono differire molto, non solo per l'ambiente naturale in cui vivono, ma anche per il loro comportamento (e, regolisticamente, di solito subiscono variazioni più o meno pesanti dall'archetipo comune).
Un nano, che può vivere per oltre 350 anni, appare come un umanoide ben piazzato ma di bassa statura (circa un metro e venti), tarchiato (può arrivare a pesare oltre 70 chilogrammi), dalle spalle larghe. La sua pelle ha generalmente le tonalità dei colori della terra (marrone rossiccio scuro, marrone chiaro, grigio ecc.) e i capelli sono marroni, neri o grigi. Caratteristica fondamentale della razza è la presenza di una folta barba che il nano cura con dedizione poiché la considera una preziosa parte di sé; anche alle femmine cresce la barba ma, usualmente, la tagliano completamente.
Il nano è testardo, cupo, sospettoso e taciturno; è generalmente diffidente, soprattutto con le razze che vivono esclusivamente in superficie, ma può rivelarsi generoso e fedele, specie se non viene tradito. Ha un grande senso della famiglia e dell'onore. Ai nani non piacciono gli elfi, probabilmente perché li ritengono frivoli, superficiali e dediti alla "pericolosa" magia, verso la quale i nani sono quasi sempre scettici; sono invece ben disposti verso gnomi ed halfling, mentre odiano gli orchi (i mezzorchi vengono visti, nel migliore dei casi, con diffidenza) e i goblin, che attaccano a vista.
I nani vivono organizzati in clan, usualmente comandati da nobili per via ereditaria, in cittadelle naniche fortificate scavate nelle profondità della terra al di sotto di zone caratterizzate in superficie da montagne o colline; generalmente questi insediamenti si trovano nei pressi di miniere e, in questo caso, sono costruite apposta anche per fungere da ingresso alla miniera e prima linea di difesa. Le attività principali dei nani sono quelle legate all'estrazione; successivamente vendono il ricavato delle attività minerarie o lo lavorano nelle fogge per fabbricare ottime armi ed armature. Secoli di vita sotterranea ha fatto sviluppare negli individui della razza la scurovisione, ovvero la capacità di vedere al buio; finché si trovano sottoterra sono inoltre capaci di rilevare molto facilmente la presenza di gallerie, passaggi segreti, trappole, porte nascoste, dislivelli, nuove costruzioni ecc. I linguaggi normalmente conosciuti dalla razza sono Nanico e Comune (la lingua tipica degli umani); a volte, individui particolarmente intelligenti possono conoscere i linguaggi di creature che tipicamente abitano il sottosuolo.
Una classe di prestigio può avere fra i suoi requisiti la razza nanica come, ad esempio, il Difensore nanico.

## Evoluzione nella storia di D&D

### Original D&D

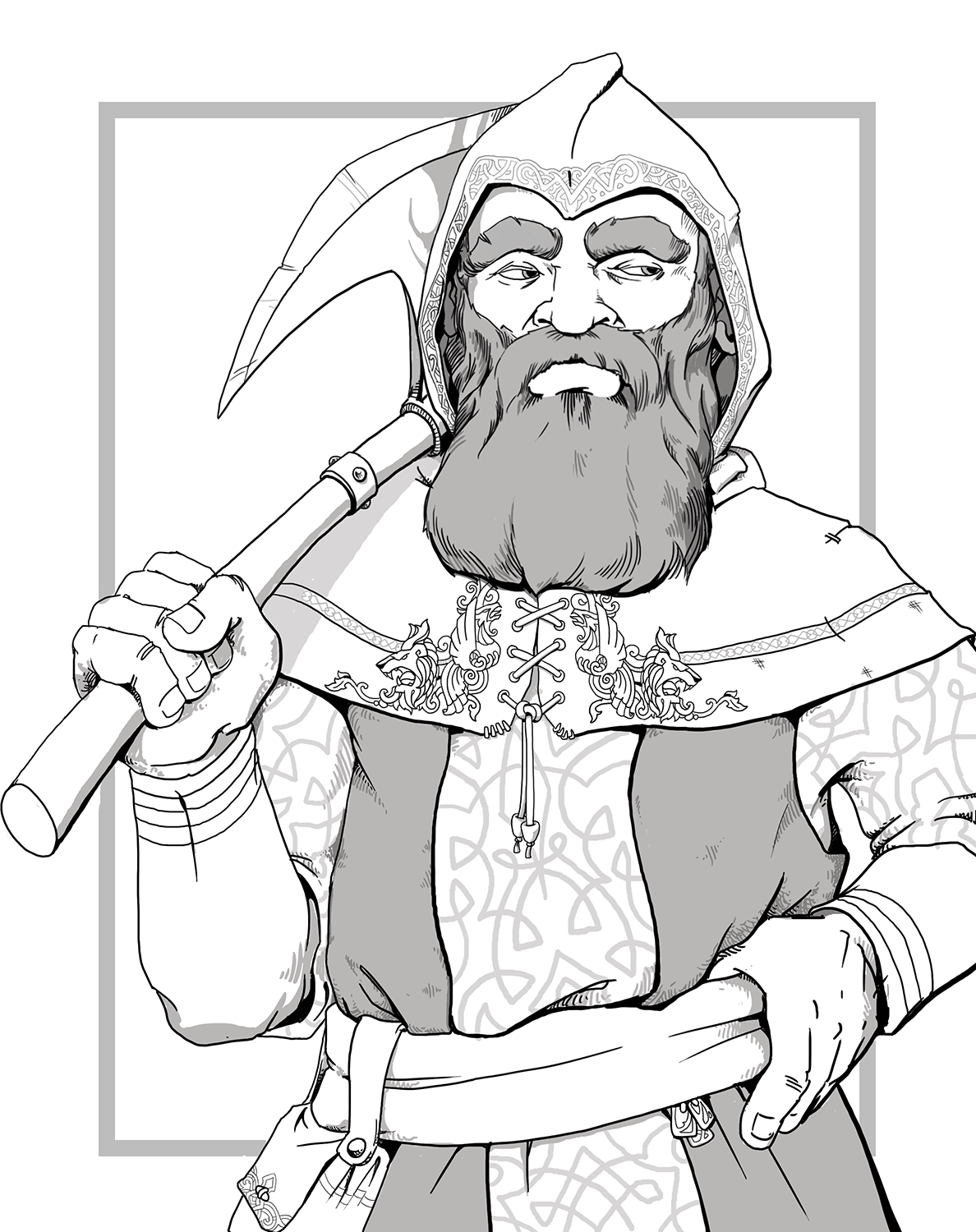

La razza è introdotta già nella prima edizione del gioco. In questa versione, il nano può accedere solamente ad una classe, il Fighting Man (questa classe diverrà, nelle successive edizioni, il Guerriero), con una forte limitazione nel livello massimo raggiungibile; ma, a partire dal supplemento Greyhawk, può essere anche un Ladro (senza limitazioni di livello) o un multiclasse Fighting-Man/Ladro. Il Dungeon Master inoltre può utilizzare PNG Guerrieri/Chierici. Nonostante non possa raggiungere, al contrario degli umani, alti livelli di esperienza, il nano è dotato di innate capacità speciali che lo rendono un duro avversario: ha l'infravisione, ovvero la capacità di vedere al buio senza la necessità di una fonte luminosa, e ha un'elevata resistenza alla magia (regolisticamente ha un bonus ai tiri salvezza); inoltre, ha l'abilità di rilevare sottoterra la presenza di modifiche all'ambiente circostante (passaggi nascosti artificialmente, pericolosi dislivelli nel terreno, trappole ecc.). L'allineamento possibile è solo Legale o Neutrale. Oltre al Nanico, al linguaggio d'allineamento e al Comune (ma quest'ultimo solo con una bassa probabilità), conosce altri linguaggi che, in D&D3ed, verrebbero definiti "automatici"; la scelta di quelli addizionali ("linguaggi bonus" in D&D3ed), cioè a libera scelta del giocatore, il cui numero è determinato dal punteggio di Intelligenza, non è, come in altre edizioni, ristretta ad una lista. 

### AD&D Prima Edizione
Il nano ha accesso alle classi Guerriero e Ladro (oltre che, essendo un semiumano, alla combinazione multiclasse Guerriero/Ladro) e alla sottoclasse dell'Assassino; tranne che come Ladro però ha limitazioni di livello massimo. Ma se un PG desidera essere di razza nanica deve soddisfare dei requisiti nei valori minimi delle caratteristiche (con distinzione in base al sesso). Da sottolineare che, in AD&D, un nano non può avere un punteggio di Destrezza superiore a 17 e un punteggio di Carisma superiore a 16 (17 in AD&D2ed). Non vi sono restrizioni nella scelta dei nove allineamenti, se non in dipendenza della classe di appartenenza. I linguaggi automatici sono poco meno di una decina; ma, anche se non c'è restrizione nella scelta, il numero dei linguaggi addizionali è molto limitato rispetto ad un personaggio umano. Oltre che l'innata resistenza alla magia, viene riconosciuta la naturale resistenza ai veleni con un bonus ad uno specifico TS. Dal punto di vista del combattimento, il nano ha un bonus alla THAC0 quando affronta orchi e creature cosiddette goblinoidi (per l'odio che prova nei loro confronti) e causa una penalità alla THAC0 di avversari molto più grandi di lui (come, ad esempio, un gigante). I nani hanno bonus razziali alla Costituzione e penalità al Carisma. 

### D&D Base

#### Quarta revisione
In questa versione del gioco il Nano è una classe base inserita fra quelle "semiumane". Può essere vista come derivante dalla classe "umana" Guerriero, poiché ha fondamentalmente le sue stesse capacità; per contro, non può raggiungere alti livelli e può utilizzare solamente armi da mischia di taglia Piccola o Media. L'unico requisito per poter essere un nano è avere come minimo un punteggio di Costituzione uguale a 9. Le capacità speciali della classe derivano dalle edizioni in cui il Nano era una razza: infravisione, facilità nel notare modificazioni sotterranee e di sentire rumori. La resistenza alla magia è formalizzata con bassi valori nei TS e con una straordinaria resistenza agli effetti degli incantesimi (ma quest'ultimo vantaggio solo ad altissimi livelli). Essendo un guerriero, accumulando punti esperienza anche dopo aver raggiunto il livello massimo consentito gli fa acquisire le Opzioni di combattimento del Guerriero. I linguaggi automatici sono gli stessi di OD&D e, come in quell'edizione, i linguaggi addizionali non soffrono di nessuna restrizione. Al Nano vengono assegnati dei titoli in base al livello:
| Livello | Titolo                      |
| ------- | --------------------------- |
| 1       | Nano Veterano               |
| 2       | Nano Guerriero              |
| 3       | Nano Maestro di Spada       |
| 4       | Nano Eroe                   |
| 5       | Nano Schermidore            |
| 6       | Nano Mirmidone              |
| 7       | Nano Campione               |
| 8       | Nano Supereroe              |
| 9       | Nano Signore                |
| 10      | Nano Signore di 10º livello |

### AD&D Seconda Edizione
Rispetto alla prima edizione di AD&D un personaggio di razza nanica può essere anche Chierico (classe utilizzabile precedentemente solo per PNG); di conseguenza, ha a disposizione la combinazione multiclasse Guerriero/Chierico. Anche il numero di linguaggi automatici è determinato dal punteggio di Intelligenza e, a differenza degli umani, la scelta del tipo di linguaggio deve essere fatta fra quelli di una limitata lista.

### D&D Terza Edizione (3.0)
Oltre che non esserci più nessuna limitazione nella scelta della classe e nessun punteggio minimo richiesto nelle caratteristiche, al posto dell'infravisione, eliminata in questa edizione, il nano ha la scurovisione; ma, in pratica, non cambia nulla nella sua visione in assenza di luce. Con l'introduzione nella meccanica di gioco del sistema di abilità e talenti, al nano sono attribuiti bonus alle abilità Artigianato e Valutare riguardo materiale fatto di metallo o roccia. Mentre sono presenti, come in precedenti edizioni, bonus ai tiri salvezza contro incantesimi e veleni e, in combattimento, bonus ai tiri per colpire contro goblinoidi ed orchi, la penalità che causa quando combatte contro creature di taglia gigante è ora un bonus alla propria classe armatura. La capacità speciale denominata "esperto minatore" allarga il suo innato intuito nel rilevare cambiamenti nella roccia non solo ad ambienti sottoterranei, ma anche in superficie, ad esempio in edifici fatti di pietra o trappole costruite sfruttando la pietra. I linguaggi automatici sono Nanico e Comune, mentre i linguaggi bonus devono essere scelti da una limitata lista. Da segnalare che, siccome il regolamento di D&D3ed non prevede limitazioni nella scelta della classe a seconda dalla razza, i nani possono diventare anche maghi o stregoni, utilizzando così la magia arcana, quando nelle precedenti edizioni era sottolineata l'impossibilità nel manipolare questo tipo di magia da parte di un nano. Nell'effettuare l'aggiornamento a D&D3ed, alcune ambientazioni hanno dovuto in qualche modo giustificare questo cambiamento ("come mai i nani non potevano utilizzare la magia arcana, mentre ora si?"); ad esempio, in Forgotten Realms si è ricorso banalmente all'intervento di una divinità.

#### D&D 3.5
In questa revisione è aggiunta la capacità speciale chiamata Stabilità, con cui il nano, grazie alla sua particolare struttura corporea, riesce a resistere meglio ad attacchi che mirano a fargli perdere l'equilibrio quando si trova in piedi sul terreno; inoltre, non subisce una riduzione della velocità base anche quando indossa armature di notevole peso. L'ascia da guerra nanica, un'arma considerata esotica perché molto difficile da brandire, è, per il nano, un'arma da guerra; di conseguenza, gli è sufficiente possedere il talento Competenza nelle armi da guerra per utilizzarla senza subire penalità.

## Ambientazioni

### Forgotten Realms
Nei Forgotten Realms la presenza dei nani su Toril risale a oltre 13000 anni fa, quando comparirono i primi insediamenti nanici: nani artici fecero degli alti picchi del Nuvolarond che sorgono dai ghiacci di Pelvuria la loro casa; altri nani si stabilirono nella zona della montagna Yehimal, punto in cui coincidono i confini di Faerûn, Kara-Tur e Zakhara, da cui poi si diffusero nei tre continenti. In particolare, nel Faerûn fondarono il primo grande impero nanico nel Sottosuolo al di sotto dello Shaar, tuttora esistente come nazione di nani dorati nella Grande Crepa; da qui poi, oltre 1000 anni dopo, vi fu un esodo verso ovest che portò alla creazione dei nani degli scudi e un successivo esodo (-9000 CV) verso la penisola di Chult che portò alla creazione dei nani selvaggi. Mille anni dopo, nani degli scudi del clan Duergar furono fatti prigionieri durante una guerra contro illithid e resi schiavi per migliaia di anni, portando alla creazione dei nani grigi. I nani di Faerûn sono suddivisi in cinque sottorazze:
- Nani degli Scudi: descritti come del tutto simili all'archetipo del "classico" nano del Manuale del Giocatore, sono la sottorazza più numerosa. Presenti soprattutto nel nord, il loro numero è stato drasticamente ridotto dalle infinite guerre contro orchi e goblin per la contesa dei territori e dagli attacchi dei draghi; infatti, in questa parte del continente non esistono più i grandi regni nanici sotterranei di un tempo. I nani degli scudi tendono a dividersi in due categorie: i "nascosti", dall'animo triste e cupo che, sentendo il pericolo di estinzione per la loro razza, vivono cercando il meno possibile di entrare in contatto con altre creature, segregandosi nelle loro fortezze sotterranee, e gli "erranti", molto meno numerosi, che, al contrario, cercano di familiarizzare con altre razze, perdendo nel tempo parte del loro retaggio; molti nani avventurieri che si aggregano alle compagnie d'avventura umane sono erranti.
- Nani Dorati: diffusi soprattutto nel sud riuniti nell'ultimo grande impero nanico rimasto nel Faerûn, sono più bassi ma più robusti, orgogliosi e meno "seriosi" dei cugini nordici.
- Duergar (Nani grigi): questi nani dall'animo particolarmente malvagio vivono esclusivamente nel Sottosuolo; hanno la pelle color grigio scuro e la testa completamente rasata (la barba naturalmente non manca). Hanno poteri psichici che gli consentono di diventare invisibili e di modificare la loro taglia (regolisticamente, sono degli psionici).
- Nani Selvaggi: abitano nelle fitte e pericolose giungle, tatuandosi il corpo e vivendo come primitivi.
- Nani Artici: vivono fra i gelidi ghiacci, isolati dal resto del continente; più piccoli ma molto più forti degli altri nani, sono immuni ai danni causati dal freddo.[8]